# Buoux
Buoux è un comune francese di 125 abitanti situato nel dipartimento della Vaucluse della regione della Provenza-Alpi-Costa Azzurra.

## Sito d'arrampicata

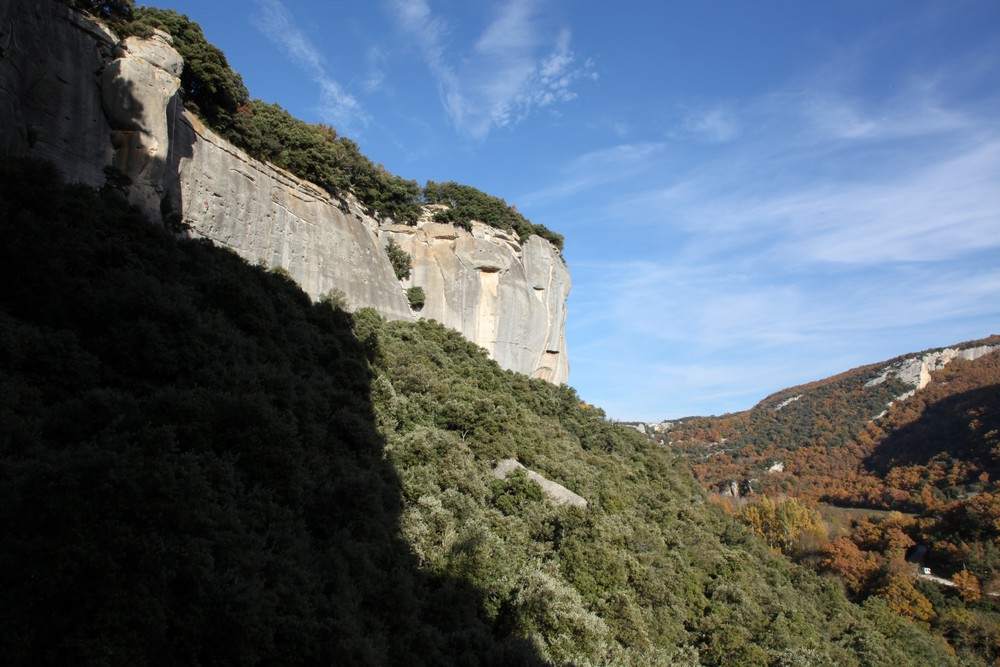
Un settore della falesia di Buoux

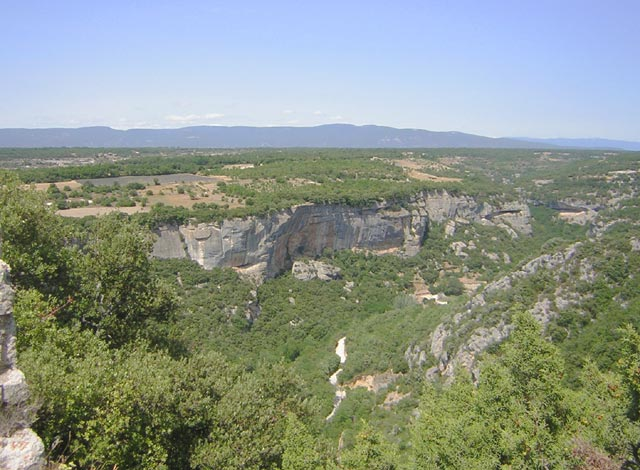
Veduta d'insieme delle pareti d'arrampicata di Buoux

Vicino al paese c'è un importante sito d'arrampicata che offre circa 500 vie su roccia di calcare. Negli anni '80 e '90, insieme a Cimaï, è stato un luogo storico per l'arrampicata.
Nella falesia sono famose le prime vie dei fratelli Menestrel: uno dei primi 8a Rêve de papillon (Marc Le Menestrel, 1983) e i primi 8b Les Mains Sales e La rose et le vampire (Antoine Le Menestrel, 1985). Solo nel 1989 arrivò l'8c con Azincourt salita da Ben Moon.

### Le vie
Le vie più difficili:
- 8c/5.14b:
  - Bout'Chou
  - Miss catastrophe - Yann Gesquiers
  - Il Etait une Voie - Antoine Le Ménestrel
  - Azincourt - 1989 - Ben Moon - Primo 8c in Francia
  - Le Minimum - 1986 - Marc le Menestrel - In origine 8b+
- 8b+/5.14a:
  - Synergie
  - La Voie
  - La chiquette du Graal
  - Le spectre du surmutant - 1987 - Jean-Baptiste Tribout
  - La Rage de Vivre - 1986 - Antoine le Menestrel - Primo 8b+ in Francia, unione di La rose et le vampire e l'8a+ La Secte.

## Società

### Evoluzione demografica
Abitanti censiti